# Brotia siamensis
Brotia siamensis е вид охлюв от семейство Pachychilidae.

## Разпространение и местообитание
Този вид е разпространен в Тайланд.
Обитава сладководни басейни и реки.